# Amphilepis ingolfiana
Amphilepis ingolfiana är en ormstjärneart som beskrevs av Ole Theodor Jensen Mortensen 1933. Amphilepis ingolfiana ingår i släktet Amphilepis och familjen sköldormstjärnor. Inga underarter finns listade i Catalogue of Life.